# 石钟琴
石钟琴（1945年—），女，浙江宁波人，中国芭蕾舞演员，曾任第五届全国人大代表、常委会委员。